# Distrikt Pacllón

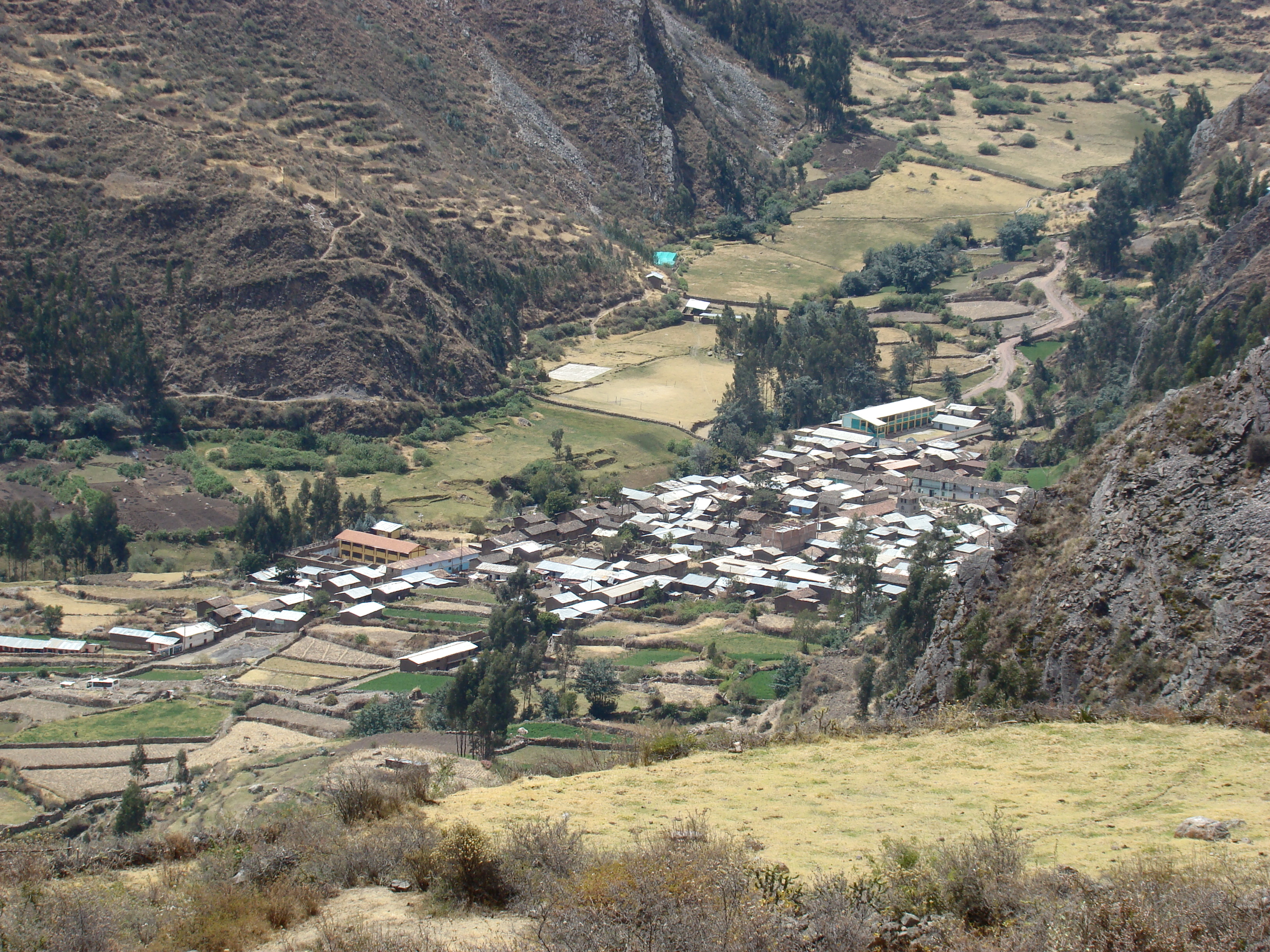
Llamac

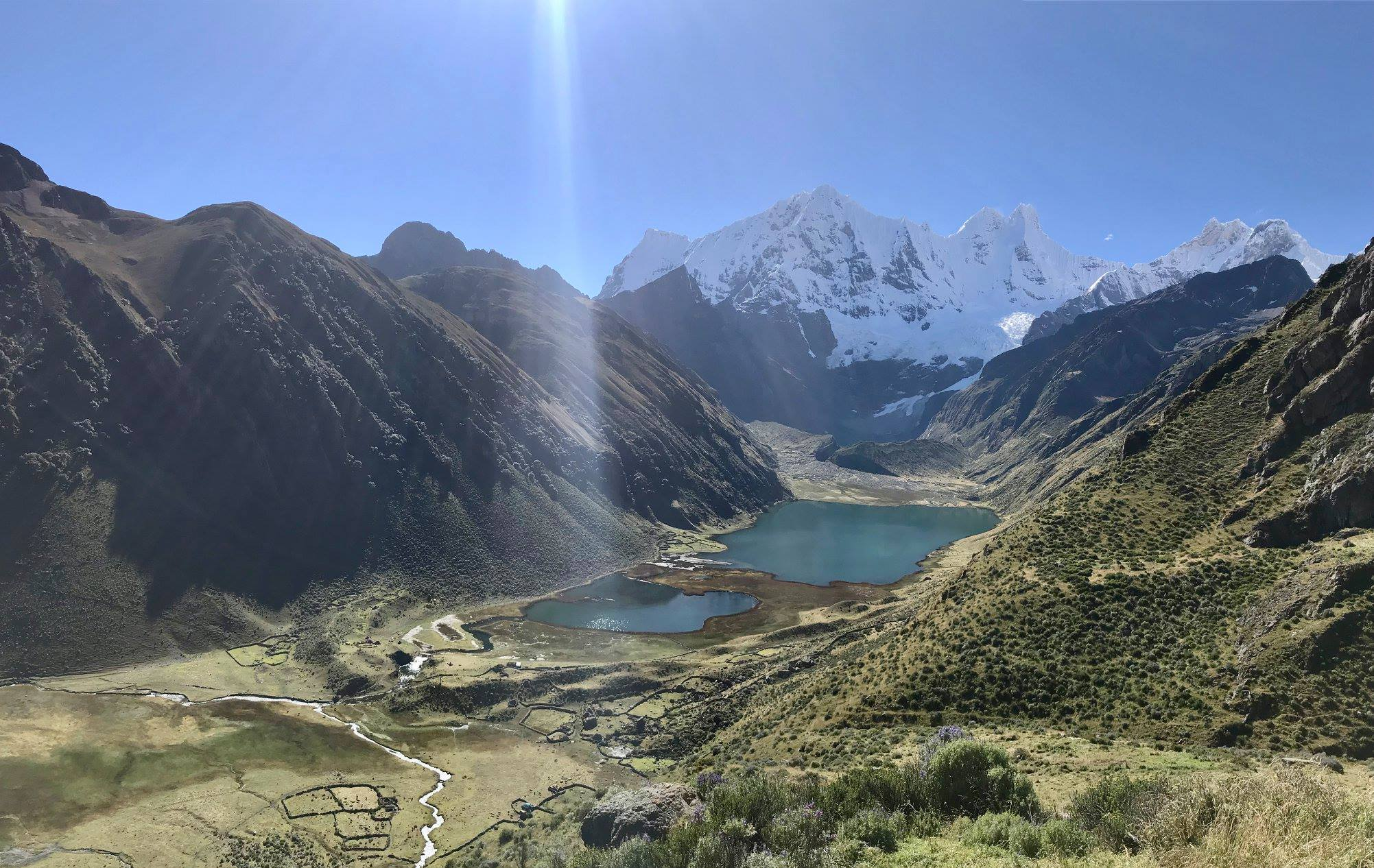
Laguna Jahuacocha

Der Distrikt Pacllón liegt in der Provinz Bolognesi in der Region Ancash in West-Peru. Der Distrikt wurde am 2. Januar 1857 gegründet. Er besitzt eine Fläche von 211 km². Beim Zensus 2017 wurden 972 Einwohner gezählt. Im Jahr 1993 lag die Einwohnerzahl bei 1165, im Jahr 2007 bei 1522. Die Distriktverwaltung befindet sich in der 3292 m hoch gelegenen Ortschaft Pacllón mit 485 Einwohnern (Stand 2017). Pacllón befindet sich 13 km südöstlich der Provinzhauptstadt Chiquián. Ein weiterer Ort im Distrikt ist Llamac mit 378 Einwohnern.

## Geographische Lage
Der Distrikt Pacllón liegt an der Westflanke der peruanischen Westkordillere im Südosten der Provinz Bolognesi. Der Hauptkamm der Cordillera Huayhuash verläuft entlang der östlichen Distriktgrenze. Im äußersten Südosten erhebt sich der 6635 m hohe Berg Yerupaja. Am Fuße des Berges liegt der See Laguna Jahuacocha, dessen Abfluss der Río Achin bildet. Dieser durchfließt den Distrikt in westlicher Richtung zum Río Pativilca. Dieser strömt entlang der westlichen Distriktgrenze nach Süden. Der Río Llamac, rechter Nebenfluss des Río Achin, begrenzt den Distrikt nach Norden. 
Der Distrikt Pacllón grenzt im Westen an den Distrikt Chiquián, im Norden an den Distrikt Huasta, im Osten an die Distrikte Queropalca und Jesús (beide in der Provinz Lauricocha), im Süden an die Distrikte Copa (Provinz Cajatambo), Mangas und La Primavera.